# Tarzan and the Lion Man
Tarzan and the Lion Man (Tarzan e o Homem Leão (título em Portugal) ) é um romance de autoria do escritor norte-americano Edgar Rice Burroughs. Publicado em 1934, é o décimo-sétimo de uma série de vinte e quatro livros sobre o personagem Tarzan.
A obra, uma incisiva sátira a Hollywood, permanece inédita no Brasil.

## Resumo
Chega à África uma equipe de Hollywood, que inclui o diretor Tom Ortman, o campeão maratonista Stanley Obroski, que interpretará o feroz "Homem Leão", a diva Naomi Madison e Rhonda Terry, sua dublê. O objetivo é realizar um filme.
Logo, descobrem que o Continente Negro não é nada hospitaleiro. Eles atolam na lama, são atacados por canibais furiosos, e até abandonados pelos carregadores nativos.
Oculto, Tarzan observa o grupo traçar o caminho para sua própria ruína.
Os guias árabes da turma, liderados pelo Xeque] Ab El-Ghrennem, estão convencidos de que um mapa utilizado na produção é, na realidade, um mapa de tesouro. Eles, então, raptam as mulheres, para que elas os conduzam ao ouro. As duas conseguem escapar, mas são capturadas por estranhos gorilas que falam inglês.
Tarzan acaba por intervir e salva o safári dos perigos da selva. Ele também é confundido com Obroski, o "Homem Leão", que se revela um grande covarde e cai nas mãos dos canibais.
Tarzan ainda precisa resgatar as mulheres e descobrir o segredo dos gorilas falantes, cujo chefe eles chamam de "Deus".
Tudo resolvido, o homem-macaco decide passar uma temporada em Hollywood e constata que a sobrevivência do mais forte é também a lei que vigora nesta outra selva...

## História editorial
Tarzan and the Lion Man foi escrito de 9 de fevereiro a 30 de maio de 1933.
A revista pulp [semanal Liberty publicou a história, um pouco mais curta que a versão em livro, em nove números sucessivos, de 11 de novembro de 1933 a 6 de janeiro de 1934. Ray Dean fez as dezoito ilustrações internas.
Em 1 de setembro de 1934, aniversário do autor, saiu a primeira edição em livro (capa dura), pela Edgar Rice Burroughs, Inc.. A sobrecapa e cinco ilustrações internas são de J. Allen St. John. Para fugir da "mesmice" de suas capas anteriores (alegada pela editora), St. John desenhou uma face dupla, à semelhança do deus Jano. Uma das ilustrações internas foi utilizada como capa das reedições de 1936 e 1940 publicadas pela Grossett & Dunlap.
Inédito no Brasil, o romance, entretanto, foi traduzido para a língua portuguesa pela Portugal Press, editora de Lisboa, que publicou todas as histórias de Tarzan.

## Adaptações

### Quadrinhos
Como de costume, a primeira quadrinização foi na forma de tiras diárias para os jornais, com ilustrações de Rex Maxon e o roteiro de Don Garden. As tiras foram publicadas de 17 de setembro de 1934 a 23 de fevereiro de 1935.
A Gold Key apresentou a primeira versão para revista em quadrinhos na edição de fevereiro de 1972 de "Tarzan of the Apes", ilustrada por Paul Norris e roteirizada por Gaylord Du Bois. Este foi o derradeiro número de "Tarzan" a sair por essa editora.
A DC Comics lançou a adaptação de Joe Kubert, exceto a sequência final (em Hollywood), nas edições de junho de 1974 a janeiro de 1975 de "Tarzan Lord of the Jungle". No Brasil, essa adaptação foi publicada pela Devir, em setembro de 2013.